# 蒂普罗鲸属
蒂普罗鲸属（学名：Diaphorocetus）为抹香鲸科的一个属。

## 下属物种
本属包括以下物种：
- 普氏蒂普罗鲸 Mesocetus poucheti (Moreno, 1892)[2]